# 브리트니 언더우드
브리트니 언더우드(Brittany Underwood, 1988년 7월 6일 ~ )는 미국의 배우, 가수이다.

## 출연 작품
- 잇 해펀드 원 발렌타인 (2017)
- 메리 키스마스 (2015)